# Lingea

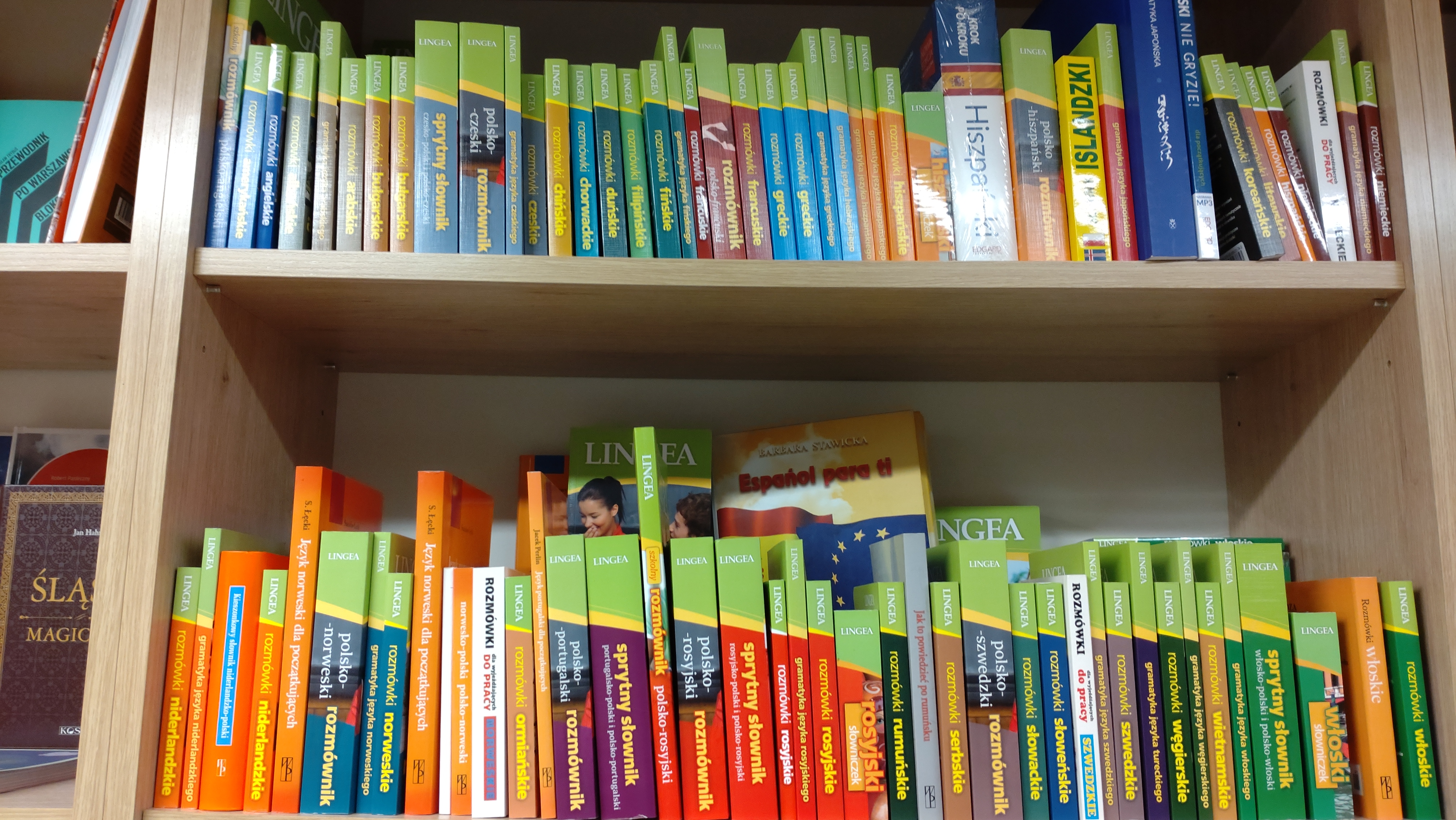

Lingea s.r.o. – czeskie przedsiębiorstwo informatyczne i wydawnictwo książkowe z siedzibą w Brnie. Zajmuje się opracowywaniem oprogramowania komputerowego, wydawaniem książek i dostarczaniem tłumaczeń.
Przedsiębiorstwo Lingea funkcjonuje na terenie Czech, Słowacji, Polski, Węgier, Rumunii, Serbii i Słowenii. Specjalizuje się w wydawaniu publikacji o tematyce językowej (m.in. słowników i podręczników gramatycznych) oraz tworzeniu aplikacji językowych (korektorów pisowni, słowników elektronicznych).
Oferta wydawnicza przedsiębiorstwa składa się z pięciuset tytułów książkowych.